# Lesa
Lesa település Olaszországban, Piemont régióban, Novara megyében. Lakosainak száma 2164 fő (2023. január 1.). Lesa Belgirate, Ispra, Massino Visconti, Meina, Nebbiuno, Stresa, Brovello-Carpugnino és Ranco községekkel határos.

## Népesség
A település lakossága az elmúlt években az alábbi módon változott:
| Lakosok száma | 2258 | 2236 | 2164 |
|               | 2017 | 2018 | 2023 |